# 北村英哉
北村 英哉（きたむら ひでや、1959年- ）は、日本の心理学者、東洋大学教授。

## 人物・来歴
1982年東京大学教育学部教育心理学科卒業、91年同大学院社会学研究科社会心理学専攻博士課程満期退学、2005年「社会的認知における情報処理方略の活性化の研究」で博士（社会心理学）の学位を取得。1991年東京家政大学文学部専任講師、1994年東洋大学社会学部助教授、2001年教授、2012年関西大学社会学部教授、2018年東洋大学社会学部教授。

## 著書
- 『認知と感情 理性の復権を求めて』ナカニシヤ出版, 2003.5
- 『なぜ心理学をするのか 心理学への案内』北大路書房, 2006.8
- 『あなたにもある無意識の偏見 アンコンシャスバイアス』(KAWADE夢新書) 河出書房新社, 2021.7

### 共編著
- 『認知の社会心理学』 (ニューセンチュリー社会心理学）大島尚共編著. 北樹出版, 2004.4
- 『パーソナル・コンピュータによる心理学実験入門 誰でもすぐにできるコンピュータ実験』坂本正浩共編. ナカニシヤ出版, 2004.9
- 『感情研究の新展開』木村晴共編. ナカニシヤ出版, 2006.11
- 『よくわかる社会心理学』 (やわらかアカデミズム・〈わかる〉シリーズ) 山田一成,結城雅樹共編著. ミネルヴァ書房, 2007.3
- 『展望現代の社会心理学 1　個人のなかの社会』浦光博共編 誠信書房, 2010.10
- 『感情と思考の科学事典』竹村和久,住吉チカ共編, 海保博之, 松原望 監修. 朝倉書店, 2010.4
- 『進化と感情から解き明かす社会心理学』有斐閣アルマ. 大坪庸介共著, 2012.4
- 『社会心理学概論』内田由紀子共編. ナカニシヤ出版, 2016.10
- 『偏見や差別はなぜ起こる? 心理メカニズムの解明と現象の分析』唐沢穣共編. ちとせプレス, 2018.7
- 『心理学から見た社会 実証研究の可能性と課題』安藤清志,大島尚監修, 桐生正幸, 山田一成共編著. 誠信書房, 2020.9

### 翻訳
- ジョン・バージ編『無意識と社会心理学 高次心理過程の自動性』及川昌典, 木村晴共編訳. ナカニシヤ出版, 2009.4
- M.R.バナージ, A.G.グリーンワルド『心の中のブラインド・スポット 善良な人々に潜む非意識のバイアス』小林知博共訳. 北大路書房, 2015.9
- ジョン・T. ジョスト『システム正当化理論』池上知子, 沼崎誠共監訳. ちとせプレス, 2022.7

## 論文
- <北村英哉